# 福本義久
福本 義久（ふくもと よしひさ、1990年6月3日 - ）は、中京テレビ放送 (CTV) のアナウンサー。

## 経歴・人物
奈良県出身。身長188cm。奈良県立郡山高等学校、立教大学社会学部メディア学科卒業後、2014年に北海道文化放送に入社。
2024年3月末をもって北海道文化放送退社を発表。
2024年4月、中京テレビ放送入社を発表。

### 野球選手としての特徴
郡山高等学校時代はクリーンナップを務め、2年時に秋季近畿大会ベスト8。
3年生時に奈良県大会準決勝で奈良大学附属高等学校に敗れる。
関西の私大への推薦入学が決まっていたが、県大会準決勝にて左足首の靱帯を切断。1年間の浪人を経て野球の継続を断念。
その後、野球選手としての夢を諦められず2019年に北海道ベースボールリーグのトライアウトを受け、10月のトライアウトでは走力テストで負傷。
スローイングテスト・シートノックを棄権し、残りのバッティングテストのみを受け参加者で唯一の不合格となったものの、11月のトライアウトでは全種目を完遂し合格となった。トライアウトの様子は、uhbアナウンサーによるバラエティ企画を展開するYouTube「UHB北海道文化放送非公式チャンネル」にて密着された。
その後、美唄ブラックダイヤモンズに「アナウンサープレイヤー」として入団。背番号は8。
2020年6月25日の富良野戦にて初出場。9月21日のHBLチャンピオンシップ第1戦では延長10回にサヨナラ安打を放った。
2020年シーズンは10試合に出場し本塁打無し・打率.375という成績になった。
選手出場は、この年限りで契約満了を持って現役引退。

## 担当番組
- みんスポSATURDAY
- にちよるなま NOWOOO!
- 映女と音女と福男
- 北海道からはじ○TV
- KEIBAプレミア
- みんなの選挙2016北海道
- 札幌乙女ごはん。 - カズヤ役
- みんテレ
- みんスポBASEBALL
- いっとこ! みんテレ
- UHBニュース